# Fußball-Europameisterschaft der Frauen 2017/Qualifikation
Die Qualifikationsspiele für die Endrunde der Fußball-Europameisterschaft der Frauen 2017 wurden in der Zeit vom 4. April 2015 bis 25. Oktober 2016 ausgetragen. 46 der 54 UEFA-Mitglieder spielten um 15 Startplätze bei der Endrunde in den Niederlanden, die erstmals mit 16 Mannschaften ausgetragen wird. Die Auswahl des Gastgebers war automatisch qualifiziert. Keine Mannschaft meldeten die Verbände aus Armenien, Aserbaidschan, Bulgarien, Gibraltar, Liechtenstein, San Marino und Zypern. Erstmals hatten die Verbände von Albanien, Andorra, Moldau und Montenegro ihre Mannschaften gemeldet. Albanien und Montenegro hatten aber bereits an der Qualifikation für die WM 2015 teilgenommen und Moldau hatte bereits in der Kategorie B der Qualifikation für die WM 2007 teilgenommen, um die Chance zu erhalten, bei der nächsten Qualifikation in der dann aber abgeschafften A-Kategorie zu starten.

## Modus
Die Qualifikation fand über drei Runden statt. Die 1. Qualifikationsrunde bestritten nur die acht schwächsten Nationalmannschaften. Sie wurden auf zwei Gruppen zu je vier Mannschaften aufgeteilt, die in Miniturnieren zwei Teilnehmer an der 2. Qualifikationsrunde ausspielten.
In der 2. Qualifikationsrunde bildeten die zwei Gruppensieger der 1. Runde und die 38 gesetzten Mannschaften acht Gruppen zu je fünf Mannschaften. Innerhalb jeder Gruppe spielte jede Mannschaft ein Heim- und ein Auswärtsspiel gegen jede andere. Die Gruppensieger und die sechs besten Gruppenzweiten qualifizierten sich direkt für die Endrunde der Europameisterschaft. Die beiden schlechtesten Gruppenzweiten spielten in den Play-offs der 3. Qualifikationsrunde um den letzten freien Platz bei der Endrunde.
Wenn zwei oder mehr Mannschaften einer Gruppe nach Abschluss eines Miniturniers die gleiche Anzahl Punkte aufwiesen, wurde die Platzierung nach folgenden Kriterien in dieser Reihenfolge ermittelt:
a. höhere Punktzahl aus den Direktbegegnungen der betreffenden Mannschaften;
b. bessere Tordifferenz aus den Direktbegegnungen der betreffenden Mannschaften;
c. größere Anzahl erzielter Tore aus den Direktbegegnungen der betreffenden Mannschaften;
d. wenn nach der Anwendung der Kriterien a) bis c) immer noch mehrere Mannschaften denselben Platz belegen, werden die Kriterien a) bis c) erneut angewendet, jedoch ausschließlich auf die Direktbegegnungen der betreffenden Mannschaften, um deren definitive Platzierung zu bestimmen. Führt dieses Vorgehen keine Entscheidung herbei, werden die Kriterien e) bis h) angewendet;
e. bessere Tordifferenz aus allen Gruppenspielen;
f. größere Anzahl erzielter Tore aus allen Gruppenspielen;
g. geringere Gesamtzahl an Strafpunkten auf der Grundlage der in allen Gruppenspielen erhaltenen gelben und roten Karten (rote Karte = 3 Punkte, gelbe Karte = 1 Punkt, Platzverweis nach zwei gelben Karten in einem Spiel = 3 Punkte);
h. Platzierung in der UEFA-Frauen-Nationalmannschafts-Koeffizientenrangliste, die für die Auslosung der Vorrunde verwendet wurde
Trafen zwei Mannschaften im letzten Gruppenspiel aufeinander, die dieselbe Anzahl Punkte, die gleiche Tordifferenz und dieselbe Anzahl Tore aufweisen, und endete das betreffende Spiel unentschieden, wurde ihre endgültige Platzierung durch Elfmeterschießen ermittelt, vorausgesetzt, dass keine andere Mannschaft derselben Gruppe nach Abschluss der Gruppenspiele dieselbe Anzahl Punkte hatte. Hatten mehr als zwei Mannschaften dieselbe Anzahl Punkte, fanden die oben genannten Kriterien Anwendung. Dieses Verfahren war nur dann erforderlich, wenn die Platzierung der Mannschaften ausschlaggebend war.
Zur Ermittlung des/der besten Zweitplatzierten wurden nur die Ergebnisse gegen die erst- und drittplatzierten Mannschaften gewertet. Dabei galten die folgenden Kriterien in dieser Reihenfolge:
a. höhere Punktzahl;
b. bessere Tordifferenz;
c. größere Anzahl erzielter Tore;
d. geringere Gesamtzahl an Strafpunkten auf der Grundlage der erhaltenen gelben und roten Karten (rote Karte = 3 Punkte, gelbe Karte = 1 Punkt, Platzverweis nach zwei gelben Karten in einem Spiel = 3 Punkte);
e. Platzierung in der UEFA-Frauen-Nationalmannschafts-Koeffizientenrangliste, die für die Auslosung der Vorrunde verwendet wurde (vgl. Anhang B.1.2a).

## 1. Qualifikationsrunde
Die 1. Qualifikationsrunde wurde am 19. Januar 2015 in der UEFA-Zentrale in Nyon ausgelost. Die Gastgeber der Miniturniere sind fett markiert. In Klammern ist der UEFA-Koeffizient vom November 2014 aufgeführt. Für Moldau waren die Qualifikationsspiele die ersten Länderspiele seit 2006, für Andorra die ersten Wettbewerbsspiele überhaupt.
| Gruppe 1       | Gruppe 2      |
| -------------- | ------------- |
| Moldau (-)     | Georgien (45) |
| Luxemburg (48) | Andorra (-)   |
| Litauen (46)   | Färöer (42)   |
| Lettland (47)  | Malta (44)    |

### Gruppe 1
Das Turnier in der Republik Moldau wurde vom 4. bis 9. April 2015 ausgetragen.
| Pl. | Land      | Sp. | S | U | N | Tore    | Diff. | Punkte |
| --- | --------- | --- | - | - | - | ------- | ----- | ------ |
| 1.  | Moldau    | 3   | 2 | 0 | 1 | 005:100 | +4    | 06     |
| 2.  | Lettland  | 3   | 1 | 1 | 1 | 005:500 | ±0    | 04     |
| 3.  | Litauen   | 3   | 1 | 1 | 1 | 003:300 | ±0    | 04     |
| 4.  | Luxemburg | 3   | 1 | 0 | 2 | 004:800 | −4    | 03     |

| 04.04.2015 | Orhei          | Luxemburg | – | Lettland  | 4:3 (1:1) |
|            | Vadul lui Vodă | Moldau    | – | Litauen   | 2:0 (0:0) |
| 06.04.2015 | Orhei          | Litauen   | – | Luxemburg | 2:0 (1:0) |
|            | Vadul lui Vodă | Moldau    | – | Lettland  | 0:1 (0:1) |
| 09.04.2015 | Vadul lui Vodă | Luxemburg | – | Moldau    | 0:3 (0:1) |
|            | Orhei          | Lettland  | – | Litauen   | 1:1 (0:1) |

### Gruppe 2
Das Turnier auf der Insel Malta wurde vom 4. bis 9. April 2015 ausgetragen.
| Pl. | Land     | Sp. | S | U | N | Tore    | Diff. | Punkte |
| --- | -------- | --- | - | - | - | ------- | ----- | ------ |
| 1.  | Georgien | 3   | 2 | 0 | 1 | 010:200 | +8    | 06     |
| 2.  | Färöer   | 3   | 2 | 0 | 1 | 012:400 | +8    | 06     |
| 3.  | Malta    | 3   | 2 | 0 | 1 | 009:800 | +1    | 06     |
| 4.  | Andorra  | 3   | 0 | 0 | 3 | 003:200 | −17   | 0      |

Georgien wurde Gruppensieger aufgrund der besseren Tordifferenz in den direkten Vergleichen mit den Färöer und Malta.
| 04.04.2015 | Ħamrun | Georgien | – | Färöer   | 2:0 (1:0) |
|            | Ħamrun | Andorra  | – | Malta    | 3:5 (1:4) |
| 06.04.2015 | Ħamrun | Färöer   | – | Andorra  | 8:0 (2:0) |
|            | Ħamrun | Georgien | – | Malta    | 1:2 (0:0) |
| 09.04.2015 | Ħamrun | Malta    | – | Färöer   | 2:4 (1:2) |
|            | Attard | Andorra  | – | Georgien | 0:7 (0:4) |

## 2. Qualifikationsrunde
Die Auslosung der 2. Qualifikationsrunde wurde am 20. April 2015 in Nyon durchgeführt. Es wurden insgesamt acht Gruppen mit je 5 Mannschaften ausgelost. Die Gruppenspiele fanden zwischen dem 14. September 2015 und 20. September 2016 statt. Für die Endrunde qualifizierten sich die acht Gruppensieger und sechs der besten Zweitplatzierten direkt.
Die weiteren zwei Zweitplatzierten ermittelten in Entscheidungsspielen (3. Qualifikationsrunde) mit Hin- und Rückspiel den 16. Teilnehmer. Für die Ermittlung der besten Gruppenzweiten zählten in den Gruppen nur die Spiele gegen den Ersten, Dritten und Vierten.
Farbindex:
- grüne Hintergrundfarbe = Platzierung berechtigt zur Teilnahme an der EM-Endrunde.
- gelbe Hintergrundfarbe = 2. Gruppenplatz, berechtigt zur Ermittlung der direkten EM-Endrundenteilnahme als beste Gruppenzweite.
- ohne Hintergrundfarbe = Mannschaften können sich noch qualifizieren.
- rosa Hintergrundfarbe = Mannschaften konnten sich nicht qualifizieren.

Lostöpfe:
- 1: Deutschland, England, Frankreich, Island, Italien, Norwegen, Schweden, Spanien
- 2: Belgien, Dänemark, Finnland, Österreich, Russland, Schottland, Schweiz, Ukraine
- 3: Irland, Polen, Rumänien, Serbien, Tschechien, Ungarn, Wales, Belarus
- 4: Bosnien und Herzegowina, Griechenland, Israel, Nordirland, Portugal, Slowakei, Slowenien, Türkei,
- 5: Albanien, Estland, Georgien, Kasachstan, Kroatien, Mazedonien, Moldau, Montenegro

### Übersicht
UEFA-Rang der Teilnehmer in Klammern.
| Gruppe 1                              | Gruppe 2           | Gruppe 3                        | Gruppe 4           |
| ------------------------------------- | ------------------ | ------------------------------- | ------------------ |
| 1. Island (8)                         | 1. Spanien (7)     | 1. Frankreich (2)               | 1. Schweden (3)    |
| 2. Schottland (13)                    | 2. Finnland (11)   | 2. Ukraine (15)                 | 2. Dänemark (10)   |
| 3. Belarus (24)                       | 3. Irland (20)     | 3. Rumänien (21)                | 3. Polen (17)      |
| 4. Slowenien (31)                     | 4. Portugal (25)   | 4. Griechenland (32)            | 4. Slowakei (27)   |
| 5. Nordmazedonien (37)                | 5. Montenegro (38) | 5. Albanien (36)                | 5. Moldau (40)     |
| Gruppe 5                              | Gruppe 6           | Gruppe 7                        | Gruppe 8           |
| 1. Deutschland (1) – Titelverteidiger | 1. Italien (6)     | 1. England (5)                  | 1. Norwegen (4)    |
| 2. Russland (9)                       | 2. Schweiz (12)    | 2. Belgien (16)                 | 2. Österreich (14) |
| 3. Ungarn (22)                        | 3. Tschechien (18) | 3. Serbien (23)                 | 3. Wales (19)      |
| 4. Türkei (29)                        | 4. Nordirland (26) | 4. Bosnien und Herzegowina (28) | 4. Israel (30)     |
| 5. Kroatien (34)                      | 5. Georgien (39)   | 5. Estland (33)                 | 5. Kasachstan (35) |

### Gruppe 1
In Gruppe 1, der einzigen Gruppe ohne einen Teilnehmer der WM 2015, ist Island die einzige Mannschaft, die sich schon für EM-Endrunden qualifizieren konnte und Schottland die Mannschaft, die bisher die meisten Länderspiele bestritten hat. Island und Schottland trafen bisher achtmal aufeinander, zuletzt im Juni 2013, aber nur zweimal in Pflichtspielen (1992 in der Qualifikation für die EM 1993). Die Bilanz spricht mit vier Siegen bei je zwei Remis und Niederlagen für Island. Auf Belarus trafen die Isländerinnen bisher zweimal, in der Qualifikation für die WM 2007 wurden beide Spiele gewonnen. Dagegen ist die Bilanz gegen Slowenien ausgeglichen: je ein Sieg und eine Niederlage gab es in der Qualifikation für die EM 2009. Gegen Mazedonien haben Island ebenso wie Schottland noch nie gespielt. Die Sloweninnen bestritten dagegen bereits 2005 ein Freundschaftsspiel gegen Mazedonien, das sie mit 7:1 gewannen und damit ihren höchsten Länderspielsieg erreichten. Gegen Schottland haben die Sloweninnen dagegen noch nie gespielt und die Schottinnen spielten auch erst einmal gegen Belarus und kamen dabei im September 2000 nur zu einem 2:2. Belarus und Mazedonien spielten in der Qualifikation für die WM 2011 gegeneinander, wobei die Belarussinnen in beiden Spielen je sechs Tore erzielten.
| Pl. | Land           | Sp. | S | U | N | Tore    | Diff. | Punkte |
| --- | -------------- | --- | - | - | - | ------- | ----- | ------ |
| 1.  | Island         | 8   | 7 | 0 | 1 | 034:200 | +32   | 21     |
| 2.  | Schottland     | 8   | 7 | 0 | 1 | 030:700 | +23   | 21     |
| 3.  | Slowenien      | 8   | 3 | 0 | 5 | 021:190 | +2    | 09     |
| 4.  | Belarus        | 8   | 3 | 0 | 5 | 010:200 | −10   | 09     |
| 5.  | Nordmazedonien | 8   | 0 | 0 | 8 | 004:510 | −47   | 0      |

| 22.09.2015 | Ajdovščina | Slowenien  | – | Schottland | 00:3 (0:2) |
|            | Reykjavík  | Island     | – | Belarus    | 02:0 (1:0) |
| 19.10.2015 | Kranj      | Slowenien  | – | Belarus    | 03:0 (1:0) |
| 22.10.2015 | Skopje     | Mazedonien | – | Island     | 00:4 (0:4) |
| 23.10.2015 | Motherwell | Schottland | – | Belarus    | 07:0 (1:0) |
| 26.10.2015 | Lendava    | Slowenien  | – | Island     | 00:6 (0:2) |
| 27.10.2015 | Skopje     | Mazedonien | – | Schottland | 01:4 (1:4) |
| 26.11.2015 | Skopje     | Mazedonien | – | Belarus    | 00:2 (0:0) |
| 29.11.2015 | Paisley    | Schottland | – | Mazedonien | 10:0 (6:0) |
| 08.04.2016 | Paisley    | Schottland | – | Slowenien  | 03:1 (2:1) |

| 12.04.2016 | Minsk     | Belarus    | – | Island     | 0:5 (0:3) |
|            | Lendava   | Slowenien  | – | Mazedonien | 8:1 (1:0) |
| 03.06.2016 | Skopje    | Mazedonien | – | Slowenien  | 0:9 (0:6) |
|            | Falkirk   | Schottland | – | Island     | 0:4 (0:1) |
| 07.06.2016 | Minsk     | Belarus    | – | Schottland | 0:1 (0:1) |
|            | Reykjavík | Island     | – | Mazedonien | 8:0 (6:0) |
| 15.09.2016 | Minsk     | Belarus    | – | Mazedonien | 6:2 (4:1) |
| 16.09.2016 | Reykjavík | Island     | – | Slowenien  | 4:0 (2:0) |
| 20.09.2016 | Reykjavík | Island     | – | Schottland | 1:2 (1:1) |
|            | Minsk     | Belarus    | – | Slowenien  | 2:0 (1:0) |

### Gruppe 2
Von den fünf Mannschaften der Gruppe 2 spielten Finnland und Portugal bisher am häufigsten gegeneinander, zumeist beim Algarve-Cup, wo sie allein sechsmal im Spiel um Platz 7 aufeinandertrafen. Mit fünf Siegen, zwei Remis (beide im Elfmeterschießen entschieden) und vier Niederlagen haben die Finninnen noch knapp die Nase vorn. Spanien traf dagegen erst dreimal auf Finnland, gewann in der Qualifikation für die WM 2007 einmal und spielte ebenso wie in einem Freundschaftsspiel einmal remis gegen die Nordeuropäerinnen. Auch gegen Irland haben die Spanierinnen mit zwei Siegen bei einer Niederlage (beide gewannen die Auswärtsspiele in der Qualifikation für die EM 1993 gegeneinander) eine positive Bilanz. Gegen den Nachbarn Portugal gab es dagegen erst zwei Freundschaftsspiele, wovon jede Mannschaft eins gewann – aber noch kein Wettbewerbsspiel. Auf Montenegro treffen die Spanierinnen dagegen erstmals in dieser Qualifikation. Montenegro hat aber auch gegen die anderen Gruppengegner noch nicht gespielt. Irland hat außer gegen Spanien bisher nur gegen Finnland gespielt, zuletzt beim Zypern-Cup 2013 das Spiel um Platz 7 verloren. Zuvor gab es 1987 noch ein Freundschaftsspiel, das torlos endete.
| Pl. | Land       | Sp. | S | U | N | Tore    | Diff. | Punkte |
| --- | ---------- | --- | - | - | - | ------- | ----- | ------ |
| 1.  | Spanien    | 8   | 8 | 0 | 0 | 039:200 | +37   | 24     |
| 2.  | Portugal   | 8   | 4 | 1 | 3 | 015:110 | +4    | 13     |
| 3.  | Finnland   | 8   | 4 | 1 | 3 | 017:120 | +5    | 13     |
| 4.  | Irland     | 8   | 3 | 0 | 5 | 017:140 | +3    | 09     |
| 5.  | Montenegro | 8   | 0 | 0 | 8 | 002:510 | −49   | 0      |

| 17.09.2015 | Turku              | Finnland   | – | Montenegro | 1:0 (0:0) |
| 21.09.2015 | Dublin             | Irland     | – | Finnland   | 0:2 (0:1) |
| 27.10.2015 | Moreira de Cónegos | Portugal   | – | Irland     | 1:2 (1:2) |
|            | Helsinki           | Finnland   | – | Spanien    | 1:2 (1:2) |
| 26.11.2015 | Dublin             | Irland     | – | Spanien    | 0:3 (0:2) |
|            | Estoril            | Portugal   | – | Montenegro | 6:1 (4:1) |
| 01.12.2015 | Badajoz            | Spanien    | – | Portugal   | 2:0 (2:0) |
| 24.01.2016 | Petrovac           | Montenegro | – | Spanien    | 0:7 (0:3) |
| 07.04.2016 | Petrovac           | Montenegro | – | Irland     | 0:5 (0:3) |
| 08.04.2016 | Covilhã            | Portugal   | – | Spanien    | 1:4 (0:2) |

| 12.04.2016 | Petrovac            | Montenegro | – | Finnland   | 01:7 (1:3) |
|            | Las Rozas de Madrid | Spanien    | – | Irland     | 03:0 (0:0) |
| 03.06.2016 | Valkeakoski         | Finnland   | – | Irland     | 04:1 (2:0) |
|            | Petrovac            | Montenegro | – | Portugal   | 00:3 (0:2) |
| 07.06.2016 | Helsinki            | Finnland   | – | Portugal   | 00:0       |
|            | Dublin              | Irland     | – | Montenegro | 09:0 (3:0) |
| 15.09.2016 | Las Rozas de Madrid | Spanien    | – | Montenegro | 13:0 (8:0) |
| 16.09.2016 | Trofa               | Portugal   | – | Finnland   | 03:2 (2:2) |
| 20.09.2016 | Leganés             | Spanien    | – | Finnland   | 05:0 (1:0) |
|            | Dublin              | Irland     | – | Portugal   | 00:1 (0:0) |

### Gruppe 3
Von den Mannschaften in Gruppe 3 spielten bisher Griechenland und Rumänien am häufigsten gegeneinander: achtmal gewann dabei Rumänien, vier Spiele endeten remis und dreimal gewannen die Griechinnen. Auch gegen die Ukraine spielten die Rumäninnen bereits mehrmals, konnten aber nur zweimal gewinnen und dreimal ein Remis erreichen, verloren aber viermal. Griechenland und die Ukraine spielten dagegen erst zweimal gegeneinander, beide Spiele in der Qualifikation für die WM 2007 gewann die Ukraine. Frankreich spielte außer gegen Albanien bereits gegen alle Gegner, gewann dabei alle Spiele: zweimal in der Qualifikation für die WM 2003 gegen die Ukraine, viermal gegen Griechenland, davon zwei Spiele in der Qualifikation für die EM 2009, und ein Freundschaftsspiel 2012 gegen Rumänien. Albanien spielte bisher nur gegen Griechenland, gewann dabei einmal und verlor einmal.
Die Französinnen qualifizierten sich Mitte April 2016 bei noch zwei ausstehenden Partien als erstes Team vorzeitig für die EM-Endrunde.
| Pl. | Land         | Sp. | S | U | N | Tore    | Diff. | Punkte |
| --- | ------------ | --- | - | - | - | ------- | ----- | ------ |
| 1.  | Frankreich   | 8   | 8 | 0 | 0 | 027:000 | +27   | 24     |
| 2.  | Rumänien     | 8   | 5 | 1 | 2 | 017:800 | +9    | 16     |
| 3.  | Ukraine      | 8   | 4 | 1 | 3 | 014:120 | +2    | 13     |
| 4.  | Griechenland | 8   | 2 | 0 | 6 | 009:190 | −10   | 06     |
| 5.  | Albanien     | 8   | 0 | 0 | 8 | 003:310 | −28   | 0      |

| 22.09.2015 | Le Mans  | Frankreich   | – | Rumänien     | 3:0 (2:0) |
| 22.10.2015 | Fier     | Albanien     | – | Griechenland | 1:4 (1:3) |
|            | Lwiw     | Ukraine      | – | Rumänien     | 2:2 (0:1) |
| 27.10.2015 | Bukarest | Rumänien     | – | Albanien     | 3:0 (2:0) |
|            | Lwiw     | Ukraine      | – | Frankreich   | 0:3 (0:1) |
| 27.11.2015 | Katerini | Griechenland | – | Rumänien     | 1:3 (0:2) |
|            | Tirana   | Albanien     | – | Frankreich   | 0:6 (0:3) |
| 01.12.2015 | Katerini | Griechenland | – | Frankreich   | 0:3 (0:1) |
| 26.01.2016 | Trikala  | Griechenland | – | Albanien     | 3:2 (3:2) |
| 04.03.2016 | Elbasan  | Albanien     | – | Ukraine      | 0:4 (0:2) |

| 08.03.2016 | Athen        | Griechenland | – | Ukraine      | 1:3 (0:1) |
| 08.04.2016 | Lwiw         | Ukraine      | – | Albanien     | 2:0 (1:0) |
|            | Pitești      | Rumänien     | – | Frankreich   | 0:1 (0:1) |
| 11.04.2016 | Valenciennes | Frankreich   | – | Ukraine      | 4:0 (2:0) |
| 02.06.2016 | Tirana       | Albanien     | – | Rumänien     | 0:3 (0:1) |
| 03.06.2016 | Rennes       | Frankreich   | – | Griechenland | 1:0 (1:0) |
| 07.06.2016 | Lwiw         | Ukraine      | – | Griechenland | 2:0 (2:0) |
| 15.09.2016 | Cluj-Napoca  | Rumänien     | – | Ukraine      | 2:1 (2:1) |
| 20.09.2016 | Paris        | Frankreich   | – | Albanien     | 6:0 (3:0) |
|            | Cluj-Napoca  | Rumänien     | – | Griechenland | 4:0 (2:0) |

### Gruppe 4
In Gruppe 4 treffen mit Dänemark und Schweden die beiden Mannschaften aufeinander, die bisher in Europa am häufigsten aufeinander trafen. In 52 Spielen konnten die Schwedinnen 29-mal gewinnen, elfmal waren die Däninnen siegreich, 12 Spiele endeten unentschieden, zuletzt bei einem Freundschaftsspiel am 8. April 2015. Gegen Polen und die Slowakei konnten beide auch alle Spiele gewinnen. Dänemark je zweimal gegen Polen in der Qualifikation für die WM 2007 und gegen die Slowakei in der Qualifikation für die EM 2009, die Schwedinnen insgesamt viermal gegen Polen in der Qualifikation für die EM 1991 und die WM 2015 sowie zweimal gegen die Slowakei in der Qualifikation für die EM 1995. Gegen Moldau spielten beide ebenso wie Polen und die Slowakei noch nie. Polen und die Slowakei spielten bisher siebenmal gegeneinander, viermal gewannen die Polinnen, zwei Spiele endeten remis und nur einmal gewannen die Slowakinnen.
| Pl. | Land     | Sp. | S | U | N | Tore    | Diff. | Punkte |
| --- | -------- | --- | - | - | - | ------- | ----- | ------ |
| 1.  | Schweden | 8   | 7 | 0 | 1 | 022:300 | +19   | 21     |
| 2.  | Dänemark | 8   | 6 | 1 | 1 | 022:100 | +21   | 19     |
| 3.  | Polen    | 8   | 3 | 1 | 4 | 010:160 | −6    | 10     |
| 4.  | Slowakei | 8   | 3 | 0 | 5 | 011:130 | −2    | 09     |
| 5.  | Moldau   | 8   | 0 | 0 | 8 | 001:330 | −32   | 0      |

| 17.09.2015 | Orhei    | Moldau   | – | Schweden | 0:3 (0:2) |
| 22.09.2015 | Göteborg | Schweden | – | Polen    | 3:0 (1:0) |
| 22.10.2015 | Viborg   | Dänemark | – | Moldau   | 4:0 (2:0) |
|            | Tychy    | Polen    | – | Slowakei | 2:0 (1:0) |
| 26.10.2015 | Senec    | Slowakei | – | Moldau   | 4:0 (0:0) |
| 27.10.2015 | Göteborg | Schweden | – | Dänemark | 1:0 (0:0) |
| 26.11.2015 | Senec    | Slowakei | – | Dänemark | 0:1 (0:1) |
| 27.11.2015 | Orhei    | Moldau   | – | Polen    | 1:3 (0:0) |
| 01.12.2015 | Orhei    | Moldau   | – | Slowakei | 0:4 (0:2) |
| 07.04.2016 | Tychy    | Polen    | – | Dänemark | 0:0       |

| 08.04.2016 | Poprad    | Slowakei | – | Schweden | 0:3 (0:1) |
| 12.04.2016 | Poprad    | Slowakei | – | Polen    | 2:1 (0:1) |
| 02.06.2016 | Łódź      | Polen    | – | Schweden | 0:4 (0:1) |
|            | Viborg    | Dänemark | – | Slowakei | 4:0 (1:0) |
| 06.06.2016 | Göteborg  | Schweden | – | Moldau   | 6:0 (2:0) |
| 07.06.2016 | Viborg    | Dänemark | – | Polen    | 6:0 (4:0) |
| 15.09.2016 | Göteborg  | Schweden | – | Slowakei | 2:1 (1:0) |
|            | Chișinău  | Moldau   | – | Dänemark | 0:5 (0:3) |
| 20.09.2016 | Viborg    | Dänemark | – | Schweden | 2:0 (1:0) |
|            | Włocławek | Polen    | – | Moldau   | 4:0 (1:0) |

### Gruppe 5
Titelverteidiger Deutschland traf wie zuletzt in der Qualifikation für die WM 2015 auf Russland und Kroatien, als Deutschland alle Spiele gewann. Insgesamt gab es gegen Russland 14 Siege und zwei Remis, gegen Kroatien vier Siege. Ungarn war der einzige der vier Gruppengegner, gegen den Deutschland schon einmal verlor, vor fast 30 Jahren in den Anfangsjahren der Nationalmannschaft im ersten Länderspiel der Ungarinnen. Danach gab es ein Remis und fünf Siege, u. a. in der Qualifikation für die Europameisterschaften 1989 und 1991. Die Türkei war in drei Spielen der Gegner, davon zweimal in der Qualifikation für die EM 2013, wobei Linda Bresonik das 1000. Länderspieltor für die deutsche Mannschaft gelang. In der Qualifikation für die WM 2015 fanden auch die bisher einzigen Spiele zwischen Russland und Kroatien statt, die die Russinnen beide gewannen. Die FIFA zählt das Spiel der Ungarinnen gegen die sowjetische Mannschaft am 6. Oktober 1991 im Rahmen der EM-Qualifikation als erstes Spiel der Russinnen. Darüber hinaus gab es drei Siege für Russland und ein Remis zwischen beiden. Gegen die Türkei spielten die Russinnen dagegen noch nie. Ungarn bestritt dagegen bereits sechs Spiele gegen die Türkinnen, die alle gewonnen wurden, alle während der Qualifikation zu den Europameisterschaften 1997 und 2001 sowie der WM 2003, aber in der B-Kategorie.
Deutschland qualifizierte sich am 12. April 2016 als zweite Mannschaft für die Endrunde, da Russland nach dem 3:3 im Heimspiel gegen Ungarn durch die noch offenen Spiele maximal auf 17 Punkte kommen konnte.
| Pl. | Land        | Sp. | S | U | N | Tore    | Diff. | Punkte |
| --- | ----------- | --- | - | - | - | ------- | ----- | ------ |
| 1.  | Deutschland | 8   | 8 | 0 | 0 | 035:000 | +35   | 24     |
| 2.  | Russland    | 8   | 4 | 2 | 2 | 014:900 | +5    | 14     |
| 3.  | Ungarn      | 8   | 2 | 2 | 4 | 008:200 | −12   | 08     |
| 4.  | Kroatien    | 8   | 2 | 1 | 5 | 008:150 | −7    | 07     |
| 5.  | Türkei      | 8   | 1 | 1 | 6 | 003:240 | −21   | 04     |

| 17.09.2015 | Erzurum       | Türkei      | – | Kroatien    | 01:4 (1:1) |
| 18.09.2015 | Halle (Saale) | Deutschland | – | Ungarn      | 12:0 (7:0) |
| 22.09.2015 | Zagreb        | Kroatien    | – | Deutschland | 00:1 (0:1) |
| 21.10.2015 | Budapest      | Ungarn      | – | Türkei      | 01:0 (0:0) |
| 22.10.2015 | Wiesbaden     | Deutschland | – | Russland    | 02:0 (1:0) |
| 25.10.2015 | Sandhausen    | Deutschland | – | Türkei      | 07:0 (3:0) |
|            | Osijek        | Kroatien    | – | Ungarn      | 01:1 (0:1) |
| 25.11.2015 | Fethiye       | Türkei      | – | Russland    | 00:0       |
| 29.11.2015 | Felcsút       | Ungarn      | – | Russland    | 00:1 (0:0) |
| 30.11.2015 | Rijeka        | Kroatien    | – | Türkei      | 03:0 (2:0) |

| 08.04.2016 | Istanbul       | Türkei      | – | Deutschland | 0:6 (0:2) |
|            | Győr           | Ungarn      | – | Kroatien    | 2:0 (1:0) |
| 12.04.2016 | Osnabrück      | Deutschland | – | Kroatien    | 2:0 (1:0) |
|            | St. Petersburg | Russland    | – | Ungarn      | 3:3 (1:1) |
| 02.06.2016 | Chimki         | Russland    | – | Türkei      | 2:0 (1:0) |
| 06.06.2016 | Antalya        | Türkei      | – | Ungarn      | 2:1 (2:1) |
|            | Koprivnica     | Kroatien    | – | Russland    | 0:3 (0:3) |
| 16.09.2016 | Chimki         | Russland    | – | Deutschland | 0:4 (0:3) |
| 20.09.2016 | Győr           | Ungarn      | – | Deutschland | 0:1 (0:1) |
|            | Chimki         | Russland    | – | Kroatien    | 5:0 (4:0) |

### Gruppe 6
Die Italienerinnen spielten bisher 21-mal gegen die Schweiz, womit sie häufigster Gegner der Schweizerinnen sind, und gewannen 18-mal. Zwei Spiele endeten remis, einmal 1980 gab es eine Niederlage. Gegen Tschechien konnten alle sechs Spiele gewonnen werden, zuletzt in der Qualifikation für die WM 2015. Gegen Nordirland gab es erst ein Spiel, 1979 bei der inoffiziellen EM, das mit 4:0 gewonnen wurde. Gegen Georgien hat Italien ebenso wie die Schweiz und Tschechien noch nie gespielt. Nur Nordirland spielte einmal gegen Georgien, in der 1. Qualifikationsrunde für die EM 2009, wobei Nordirland mit 4:0 gewann. Gegen die Schweiz verlor Nordirland dagegen alle drei bisher ausgetragenen Spiele, davon zweimal im Spiel um Platz 11 beim Zypern-Cup. Nordirland und Tschechien spielten erst zweimal gegeneinander, beide Spiele in der Qualifikation für die EM 2009 gewannen die Tschechinnen, die auch 2007 das bisher einzige Spiel gegen die Schweizerinnen gewannen.
Durch den Sieg der Tschechinnen am 7. Juni gegen Nordirland standen die Schweizerinnen als Gruppensiegerinnen fest, da Italien zu dem Zeitpunkt zwar noch die Schweizerinnen nach Punkten einholen konnte, den direkten Vergleich aber verloren hat und weder Nordirland noch Tschechien die Schweiz übertreffen konnte.
| Pl. | Land       | Sp. | S | U | N | Tore    | Diff. | Punkte |
| --- | ---------- | --- | - | - | - | ------- | ----- | ------ |
| 1.  | Schweiz    | 8   | 8 | 0 | 0 | 034:300 | +31   | 24     |
| 2.  | Italien    | 8   | 6 | 0 | 2 | 026:800 | +18   | 18     |
| 3.  | Tschechien | 8   | 3 | 1 | 4 | 013:180 | −5    | 10     |
| 4.  | Nordirland | 8   | 2 | 1 | 5 | 010:220 | −12   | 07     |
| 5.  | Georgien   | 8   | 0 | 0 | 8 | 002:340 | −32   | 0      |

| 18.09.2015 | La Spezia   | Italien    | – | Georgien   | 6:1 (3:1) |
| 22.09.2015 | Tiflis      | Georgien   | – | Tschechien | 0:3 (0:0) |
| 24.10.2015 | Tiflis      | Georgien   | – | Nordirland | 0:3 (0:2) |
|            | Cesena      | Italien    | – | Schweiz    | 0:3 (0:0) |
| 27.10.2015 | Chomutov    | Tschechien | – | Italien    | 0:3 (0:2) |
|            | Biel/Bienne | Schweiz    | – | Georgien   | 4:0 (2:0) |
| 27.11.2015 | Lurgan      | Nordirland | – | Schweiz    | 1:8 (1:5) |
| 01.12.2015 | Neuenburg   | Schweiz    | – | Tschechien | 5:1 (4:0) |
| 09.04.2016 | Biel/Bienne | Schweiz    | – | Italien    | 2:1 (2:0) |
| 12.04.2016 | Opava       | Tschechien | – | Georgien   | 4:1 (2:1) |

| 12.04.2016 | Reggio nell’Emilia | Italien    | – | Nordirland | 3:1 (0:0) |
| 03.06.2016 | Belfast            | Nordirland | – | Georgien   | 4:0 (3:0) |
| 04.06.2016 | Jablonec nad Nisou | Tschechien | – | Schweiz    | 0:5 (0:3) |
| 07.06.2016 | Gori               | Georgien   | – | Italien    | 0:7 (0:3) |
|            | Jablonec Nad Nisou | Tschechien | – | Nordirland | 3:0 (2:0) |
| 03.08.2016 | Lurgan             | Nordirland | – | Tschechien | 1:1 (0:1) |
| 15.09.2016 | Gori               | Georgien   | – | Schweiz    | 0:3 (0:2) |
| 16.09.2016 | Lurgan             | Nordirland | – | Italien    | 0:3 (0:1) |
| 20.09.2016 | Biel/Bienne        | Schweiz    | – | Nordirland | 4:0 (2:0) |
|            | Vercelli           | Italien    | – | Tschechien | 3:1 (2:1) |

### Gruppe 7
England spielte bisher nie gegen Estland sowie Bosnien und Herzegowina, gegen die die beiden ersten Spiele bestritten werden. Gegen Belgien gab es neun Spiele, von denen England sieben gewann, je eins wurde verloren und endete remis. Die letzten Spiele gegen Belgien fanden aber vor 20 Jahren in der Qualifikation für die EM und WM 1995 statt.
Frischer sind die letzten Spiele gegen Serbien, die während der EM-Qualifikation 2013 ausgetragen wurden. Mit einem 2:2 startete England damals in die Qualifikation, gewann dann das Rückspiel mit 2:0 und qualifizierte sich in den weiteren Spielen für die EM. Belgien hat dagegen außer gegen England noch gegen keinen der anderen Gruppengegner gespielt. Zwischen Bosnien-Herzegowina und Serbien gab es erst ein Spiel, das Serbien im November 2014 mit 1:0 gewann. Serbien spielte bisher als einziger dieser Gruppengegner gegen Estland und beide gewannen in der Qualifikation für die WM 2011 je ein Spiel.
| Pl. | Land                    | Sp. | S | U | N | Tore    | Diff. | Punkte |
| --- | ----------------------- | --- | - | - | - | ------- | ----- | ------ |
| 1.  | England                 | 8   | 7 | 1 | 0 | 032:100 | +31   | 22     |
| 2.  | Belgien                 | 8   | 5 | 2 | 1 | 027:500 | +22   | 17     |
| 3.  | Serbien                 | 8   | 3 | 1 | 4 | 010:210 | −11   | 10     |
| 4.  | Bosnien und Herzegowina | 8   | 3 | 0 | 5 | 008:170 | −9    | 09     |
| 5.  | Estland                 | 8   | 0 | 0 | 8 | 000:330 | −33   | 0      |

| 17.09.2015 | Tartu        | Estland    | – | Serbien    | 0:1 (0:1) |
| 21.09.2015 | Tallinn      | Estland    | – | England    | 0:8 (0:3) |
| 22.09.2015 | Löwen        | Belgien    | – | Bosnien-H. | 6:0 (5:0) |
| 23.10.2015 | Zenica       | Bosnien-H. | – | Estland    | 4:0 (3:0) |
| 27.10.2015 | Pećinci      | Serbien    | – | Estland    | 3:0 (1:0) |
|            | Zenica       | Bosnien-H. | – | Belgien    | 0:5 (0:1) |
| 25.11.2015 | Stara Pazova | Serbien    | – | Bosnien-H. | 0:1 (0:0) |
| 29.11.2015 | Bristol      | England    | – | Bosnien-H. | 1:0 (0:0) |
| 30.11.2015 | Löwen        | Belgien    | – | Serbien    | 1:1 (1:1) |
| 08.04.2016 | Rotherham    | England    | – | Belgien    | 1:1 (0:1) |

| 12.04.2016 | Zenica       | Bosnien-H. | – | England    | 0:1 (0:0) |
|            | Löwen        | Belgien    | – | Estland    | 6:0 (3:0) |
| 03.06.2016 | Tartu        | Estland    | – | Belgien    | 0:5 (0:2) |
| 04.06.2016 | High Wycombe | England    | – | Serbien    | 7:0 (3:0) |
| 06.06.2016 | Tartu        | Estland    | – | Bosnien-H. | 0:1 (0:0) |
| 07.06.2016 | Stara Pazova | Serbien    | – | England    | 0:7 (0:3) |
| 15.09.2016 | Stara Pazova | Serbien    | – | Belgien    | 1:3 (1:1) |
|            | Nottingham   | England    | – | Estland    | 5:0 (3:0) |
| 20.09.2016 | Zenica       | Bosnien-H. | – | Serbien    | 2:4 (1:1) |
|            | Oud-Heverlee | Belgien    | – | England    | 0:2 (0:0) |

### Gruppe 8
Norwegen, Israel und Österreich spielten bereits in der Qualifikation für die EM 2009 in einer Gruppe, Norwegen gewann damals gegen beide alle Spiele, Österreich beide Spiele gegen Israel. Gegen Wales bestritten die Norwegerinnen bisher erst ein Spiel beim Algarve-Cup 2012 um Platz 7, das mit 3:0 gewonnen wurde. Gegen Kasachstan spielte Norwegen als einzige Mannschaft dieser Gruppe noch nie. Österreich spielte in der letzten WM-Qualifikation erstmals gegen Kasachstan und gewann beide Spiele. Seitdem hatten die Kasachinnen kein Spiel mehr bestritten. Wales war Gegner in der Qualifikation für die EM 2001 und die WM 2003, aber in der Kategorie B, wobei Österreich die Spiele in Wales gewann, aber in den Heimspielen nur remis spielte. Israel und Kasachstan trafen in der Qualifikation für die EM 2005 (Wales, das der Gruppen ebenfalls zugelost war, hatte damals zurückgezogen) und der Qualifikation für die WM 2011 aufeinander. Israel gewann drei Spiele und spielte einmal remis gegen die Kasachinnen. Wales und Kasachstan trafen erst einmal aufeinander, in der 1. Qualifikationsrunde für die EM 2009 bei einem Turnier in Mazedonien und Wales gewann das entscheidende Spiel um den Gruppensieg mit 2:1, um sich für die 2. Runde zu qualifizieren.
Mit dem Spiel der Österreicherinnen in Kasachstan begann die Haupt-Qualifikation, beide Tore zum 2:0-Siege erzielte Nicole Billa, die damit erste Torschützin der Haupt-Qualifikation ist.
| Pl. | Land       | Sp. | S | U | N | Tore    | Diff. | Punkte |
| --- | ---------- | --- | - | - | - | ------- | ----- | ------ |
| 1.  | Norwegen   | 8   | 7 | 1 | 0 | 029:200 | +27   | 22     |
| 2.  | Österreich | 8   | 5 | 2 | 1 | 018:400 | +14   | 17     |
| 3.  | Wales      | 8   | 3 | 2 | 3 | 013:110 | +2    | 11     |
| 4.  | Kasachstan | 8   | 1 | 1 | 6 | 002:300 | −28   | 04     |
| 5.  | Israel     | 8   | 0 | 2 | 6 | 002:170 | −15   | 02     |

| 17.09.2015 | Schymkent     | Kasachstan | – | Österreich | 0:2 (0:1) |
| 22.09.2015 | Astana        | Kasachstan | – | Norwegen   | 0:4 (0:2) |
| 22.09.2015 | St. Pölten    | Österreich | – | Wales      | 3:0 (1:0) |
| 22.10.2015 | Lod           | Israel     | – | Kasachstan | 0:0       |
| 23.10.2015 | Ålesund       | Norwegen   | – | Wales      | 4:0 (2:0) |
| 25.10.2015 | Lod           | Israel     | – | Österreich | 0:1 (0:0) |
| 26.11.2015 | Haverfordwest | Wales      | – | Kasachstan | 4:0 (0:0) |
| 01.12.2015 | Ramat Gan     | Israel     | – | Wales      | 2:2 (1:0) |
| 06.04.2016 | Ramat Gan     | Israel     | – | Norwegen   | 0:1 (0:1) |
|            | Steyr         | Österreich | – | Kasachstan | 6:1 (5:0) |

| 10.04.2016 | Steyr      | Österreich | – | Norwegen   | 00:1 (0:1) |
| 12.04.2016 | Schymkent  | Kasachstan | – | Wales      | 00:4 (0:2) |
| 02.06.2016 | Schymkent  | Kasachstan | – | Israel     | 01:0 (0:0) |
|            | Oslo       | Norwegen   | – | Österreich | 02:2 (1:1) |
| 06.06.2016 | Horn       | Österreich | – | Israel     | 04:0 (3:0) |
| 07.06.2016 | Newport    | Wales      | – | Norwegen   | 00:2 (0:0) |
| 15.09.2016 | Newport    | Wales      | – | Israel     | 03:0 (2:0) |
|            | Molde      | Norwegen   | – | Kasachstan | 10:0 (7:0) |
| 19.09.2016 | Ulsteinvik | Norwegen   | – | Israel     | 05:0 (1:0) |
| 20.09.2016 | Newport    | Wales      | – | Österreich | 00:0       |

### Rangliste der Gruppenzweiten
Neben den acht Gruppensiegern qualifizieren sich auch die besten sechs Gruppenzweiten für die Endrunde. Um alle Gruppenzweiten vergleichbar zu machen, werden in den Gruppen die Spiele des Gruppenzweiten gegen den Gruppenletzten nicht berücksichtigt.
| Pl.             | Land       | Sp. | S | U | N | Tore    | Diff. | Punkte | Gruppe | Gruppenletzter |
| --------------- | ---------- | --- | - | - | - | ------- | ----- | ------ | ------ | -------------- |
| 1.              | Schottland | 6   | 5 | 0 | 1 | 016:600 | +10   | 15     | 1      | Nordmazedonien |
| 2.              | Dänemark   | 6   | 4 | 1 | 1 | 013:100 | +12   | 13     | 4      | Moldau         |
| 3.              | Italien    | 6   | 4 | 0 | 2 | 013:700 | +6    | 12     | 6      | Georgien       |
| 4.              | Belgien    | 6   | 3 | 2 | 1 | 016:500 | +11   | 11     | 7      | Estland        |
| 5.              | Österreich | 6   | 3 | 2 | 1 | 013:400 | +9    | 11     | 8      | Israel         |
| 6.              | Russland   | 6   | 3 | 1 | 2 | 012:900 | +3    | 10     | 5      | Türkei         |
| 7.              | Rumänien   | 6   | 3 | 1 | 2 | 011:800 | +3    | 10     | 3      | Albanien       |
| 8.              | Portugal   | 6   | 2 | 1 | 3 | 006:100 | −4    | 07     | 2      | Montenegro     |
| Stand: Endstand |            |     |   |   |   |         |       |        |        |                |

## 3. Qualifikationsrunde
Die Auslosung der Play-offs zwischen den beiden schlechtesten Gruppenzweiten, bei der ermittelt wurde, wer zuerst Heimrecht hat, fand am 23. September 2016 in Nyon statt.
|                                 | Ergebnis        |          |
| ------------------------------- | --------------- | -------- |
| 21. Oktober 2016 in Lissabon    |                 |          |
| Portugal                        | 0:0             | Rumänien |
| 25. Oktober 2016 in Cluj-Napoca |                 |          |
| Rumänien                        | 1:1 n. V. (0:0) | Portugal |
| Gesamt:                         |                 |          |
| Portugal                        | 1:1             | Rumänien |

Portugal qualifizierte sich aufgrund der Auswärtstorregel für die Endrunde.

## Übersicht
| Gruppe 1                         | Gruppe 2                   | Gruppe 3                      | Gruppe 4              | Gruppe 5               | Gruppe 6                       | Gruppe 7                                | Gruppe 8                |
| -------------------------------- | -------------------------- | ----------------------------- | --------------------- | ---------------------- | ------------------------------ | --------------------------------------- | ----------------------- |
| Island                           | Spanien                    | Frankreich                    | Schweden              | Deutschland            | Schweiz                        | England                                 | Norwegen                |
| Schottland                       | Portugal                   | Rumänien                      | Dänemark              | Russland               | Italien                        | Belgien                                 | Österreich              |
| Slowenien Belarus Nordmazedonien | Finnland Irland Montenegro | Ukraine Griechenland Albanien | Polen Slowakei Moldau | Ungarn Kroatien Türkei | Tschechien Nordirland Georgien | Bosnien und Herzegowina Serbien Estland | Wales Kasachstan Israel |

### Datum der Qualifikation
| Niederlande | (Gastgeber)                                                                              |
| Frankreich  | 11. April 2016 als Sieger der Gruppe 3                                                   |
| Deutschland | 12. April 2016 als Sieger der Gruppe 5                                                   |
| Schweiz     | 4. Juni mind. als einer der besten Gruppenzweiten, 7. Juni 2016 als Sieger der Gruppe 6  |
| Norwegen    | 7. Juni 2016 als Sieger der Gruppe 8                                                     |
| England     | 7. Juni mind. als einer der besten Gruppenzweiten, 20. September als Gruppensieger       |
| Spanien     | 7. Juni 2016 als Sieger der Gruppe 2                                                     |
| Schweden    | 15. September 2016 als Sieger der Gruppe 4                                               |
| Schottland  | 16. September mind. als einer der besten Gruppenzweiten                                  |
| Belgien     | 16. September mind. als einer der besten Gruppenzweiten                                  |
| Island      | 16. September mind. als einer der besten Gruppenzweiten, 20. September als Gruppensieger |
| Dänemark    | 20. September als einer der besten Gruppenzweiten                                        |
| Russland    | 20. September als einer der besten Gruppenzweiten                                        |
| Italien     | 20. September als einer der besten Gruppenzweiten                                        |
| Österreich  | 20. September als einer der besten Gruppenzweiten                                        |
| Portugal    | 25. Oktober in den Playoffs der schlechtesten Gruppenzweiten                             |

## Torschützinnenliste
Diese Liste führt die erfolgreichsten Torschützinnen der Qualifikation auf. Kursiv gesetzte Spielerinnen sind mit ihren Mannschaften in der 1. Qualifikationsrunde ausgeschieden. Fett gesetzte Spielerinnen sind mit ihren Mannschaften für die Endrunde qualifiziert. Tore in der 1. Qualifikationsrunde sind in Klammern aufgeführt.
| Rang | Spielerin                 | Tore  | Spielminuten |
| ---- | ------------------------- | ----- | ------------ |
| 1    | Harpa Þorsteinsdóttir     | 10    | 470          |
|      | Jane Ross                 | 10    | 715          |
|      | Ada Hegerberg             | 10    | 720          |
| 4    | Verónica Boquete          | 8     | 309          |
|      | Eugénie Le Sommer         | 8     | 657          |
| 6    | Isabell Herlovsen         | 7     | 352          |
|      | Helen Ward                | 7     | 579          |
|      | Dagný Brynjarsdóttir      | 7     | 604          |
|      | Ana Maria Crnogorčević    | 7     | 609          |
|      | Nadia Nadim               | 7     | 644          |
|      | Pernille Harder           | 7     | 682          |
| 12   | Danielle Carter           | 6     | 225          |
|      | Sonia Bermudez            | 6     | 245          |
|      | Cristiana Girelli         | 6     | 249          |
|      | Fabienne Humm             | 6     | 472          |
|      | Karen Carney              | 6     | 484          |
|      | Joanne Love               | 6     | 644          |
|      | Sanne Troelsgaard Nielsen | 6     | 667          |
|      | Milena Nikolić            | 6     | 720          |
|      | Cláudia Neto              | 6     | 802          |
| 21   | Rannvá Andreasen          | 5 (5) | 270          |
|      | Stephanie Roche           | 5     | 310          |
|      | Alexandra Popp            | 5     | 316          |
|      | Ilaria Mauro              | 5     | 417          |
|      | Jill Scott                | 5     | 555          |
|      | Vicky Losada              | 5     | 571          |
|      | Margrét Lára Viðarsdóttir | 5     | 587          |
|      | Kim Little                | 5     | 630          |
|      | Áine O’Gorman             | 5     | 638          |
|      | Nina Burger               | 5     | 653          |
|      | Daryna Apanaschtschenko   | 5     | 703          |
|      | Tjaša Tibaut              | 5     | 720          |
|      | Zsanett Jakabfi           | 5     | 720          |
| 34   | Edite Fernandes           | 4     | 139          |
|      | Clarisse Le Bihan         | 4     | 236          |
|      | Heidi Sevdal              | 4 (4) | 266          |
|      | Jennifer Hermoso          | 4     | 387          |
|      | Julija Slessartschik      | 4     | 549          |
|      | Lucie Voňková             | 4     | 570          |
|      | Ramona Bachmann           | 4     | 630          |
|      | Lara Prašnikar            | 4     | 653          |
|      | Janice Cayman             | 4     | 675          |
|      | Tessa Wullaert            | 4     | 684          |
|      | Amanda Sampedro           | 4     | 691          |
|      | Ștefania Vătafu           | 4     | 695          |
|      | Maren Mjelde              | 4     | 698          |
|      | Alexia Putellas           | 4     | 702          |
|      | Nicole Billa              | 4     | 704          |
|      | Chatia Tschqonia          | 4 (4) | 790          |
| 50   | Fridolina Rolfö           | 3     | 125          |
|      | Nikita Parris             | 3     | 204          |
|      | Kheira Hamraoui           | 3     | 210          |
|      | Isabel Kerschowski        | 3     | 225          |
|      | Liene Vāciete             | 3 (3) | 240          |
|      | Pauline Bremer            | 3     | 244          |
|      | Ylenia Carabott           | 3 (3) | 270          |
|      | Dorianne Theuma           | 3 (3) | 270          |
|      | Daniela Sabatino          | 3     | 321          |
|      | Mirela Tenkov             | 3     | 326          |
|      | Kosovare Asllani          | 3     | 360          |
|      | Marie-Laure Delie         | 3     | 385          |
|      | Jelena Čubrilo            | 3     | 441          |
|      | Dana Fecková              | 3     | 450          |
|      | Raffaella Manieri         | 3     | 450          |
|      | Tatiana Matweewa          | 3 (3) | 461          |
|      | Tine De Caigny            | 3     | 540          |
|      | Rachel Furness            | 3     | 540          |
|      | Maja Joščak               | 3     | 557          |
|      | Katarzyna Daleszczyk      | 3     | 558          |
|      | Rachel Corsie             | 3     | 566          |
|      | Virginia Torrecilla       | 3     | 574          |
|      | Lele Tschitschinadse      | 3 (3) | 587          |
|      | Anja Mittag               | 3     | 605          |
|      | Leonie Maier              | 3     | 630          |
|      | Martina Moser             | 3     | 681          |
|      | Lara Dickenmann           | 3     | 685          |
|      | Linda Sällström           | 3     | 695          |
|      | Fanndís Friðriksdóttir    | 3     | 699          |
|      | Barbara Kralj             | 3     | 707          |
|      | Emmi Alanen               | 3     | 708          |
|      | Aline Zeler               | 3     | 717          |
|      | Natasha Harding           | 3     | 720          |
|      | Louise Quinn              | 3     | 720          |
|      | Claudia Chiper            | 3 (3) | 947          |

Stand: 25. Oktober 2016, nach Abschluss der Qualifikation